# Санта Кроче — Сан Валентино — Казавина — Руфани
Санта Кроче — Сан Валентино — Казавина — Руфани је насеље у Италији у округу Рим, региону Лацио.
Према процени из 2011. у насељу је живело 220 становника. Насеље се налази на надморској висини од 232 м.